# Gianfranco Bronzini
Gianfranco Bronzini (* 12. Januar 1967) ist ein Schweizer Bauingenieur.

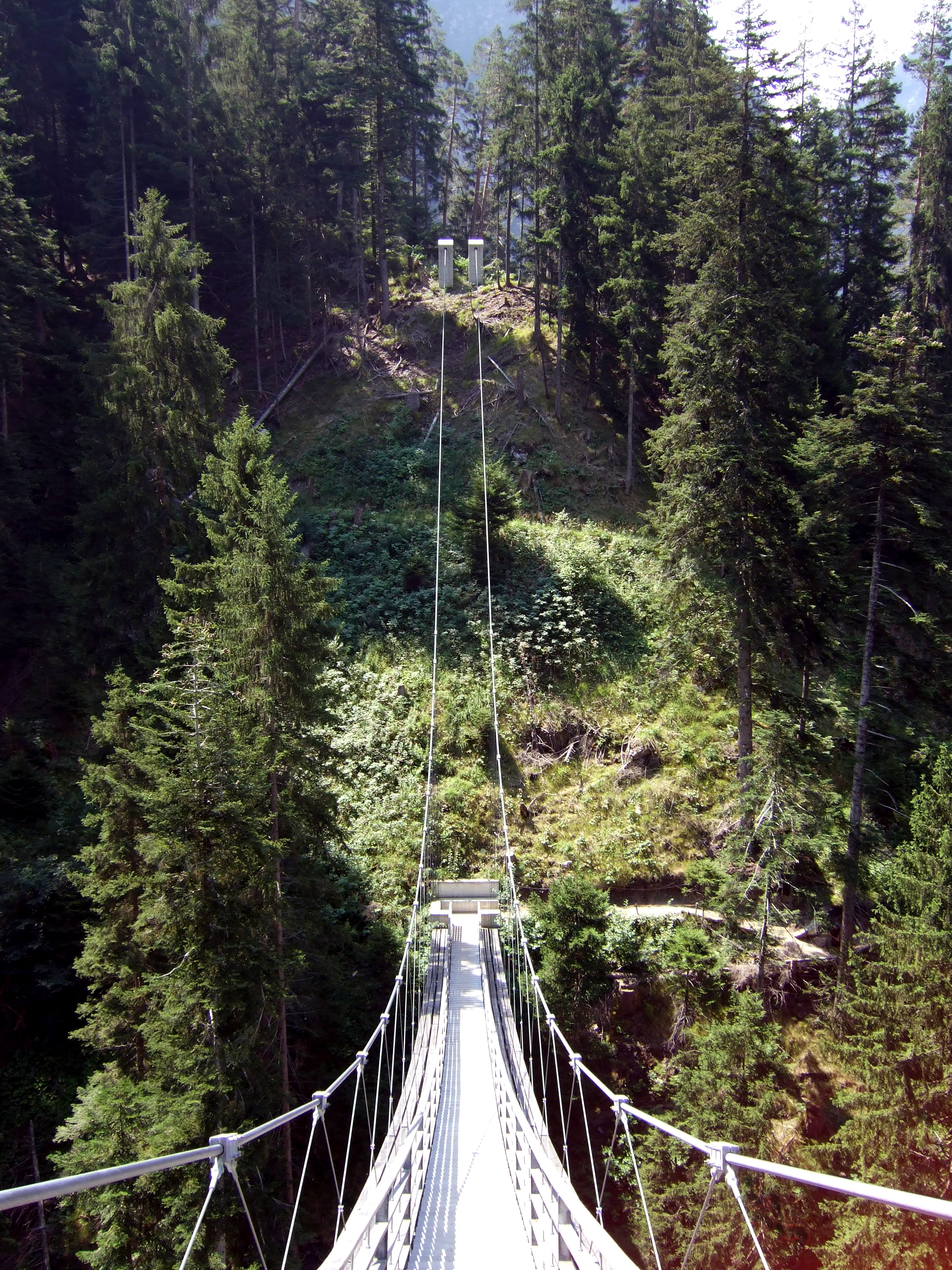
2. Traversinersteg

## Werdegang
Gianfranco Bronzini schloss 1986 eine vierjährige Lehre als Tiefbauzeichner ab. Von 1986 bis 1989 besuchte er die Bauingenieurschule Technikum Rapperswil und diplomierte bei U. Oelhafen. In den Jahren von 1989 bis 1993 arbeitete Bronzini im Ingenieurbüro Caprez. Von 1994 bis 1996 war er für das Ingenieurbüro Branger & Conzett aus Chur tätig. Von 1996 bis 1998 war er Teilhaber des Ingenieurbüros Branger, Conzett & Partner. 1998 war er Mitgründer von Conzett Bronzini Gartmann. Seit 2015 arbeitet er mit Jürg Conzett unter dem Namen Conzett Bronzini Partner zusammen. Er ist Vorstand der Internationalen Vereinigung für Brücken- und Hochbau.
Lehrtätigkeit
1994 bis 2000 war er Dozent für Massivbau an der IbW Chur und von 1999 bis 2004 war Gianfranco Bronzini Dozent an der HTW Chur.
Mitgliedschaften
Bronzini ist Mitglied im Schweizerischen Ingenieur- und Architekten-Verein.

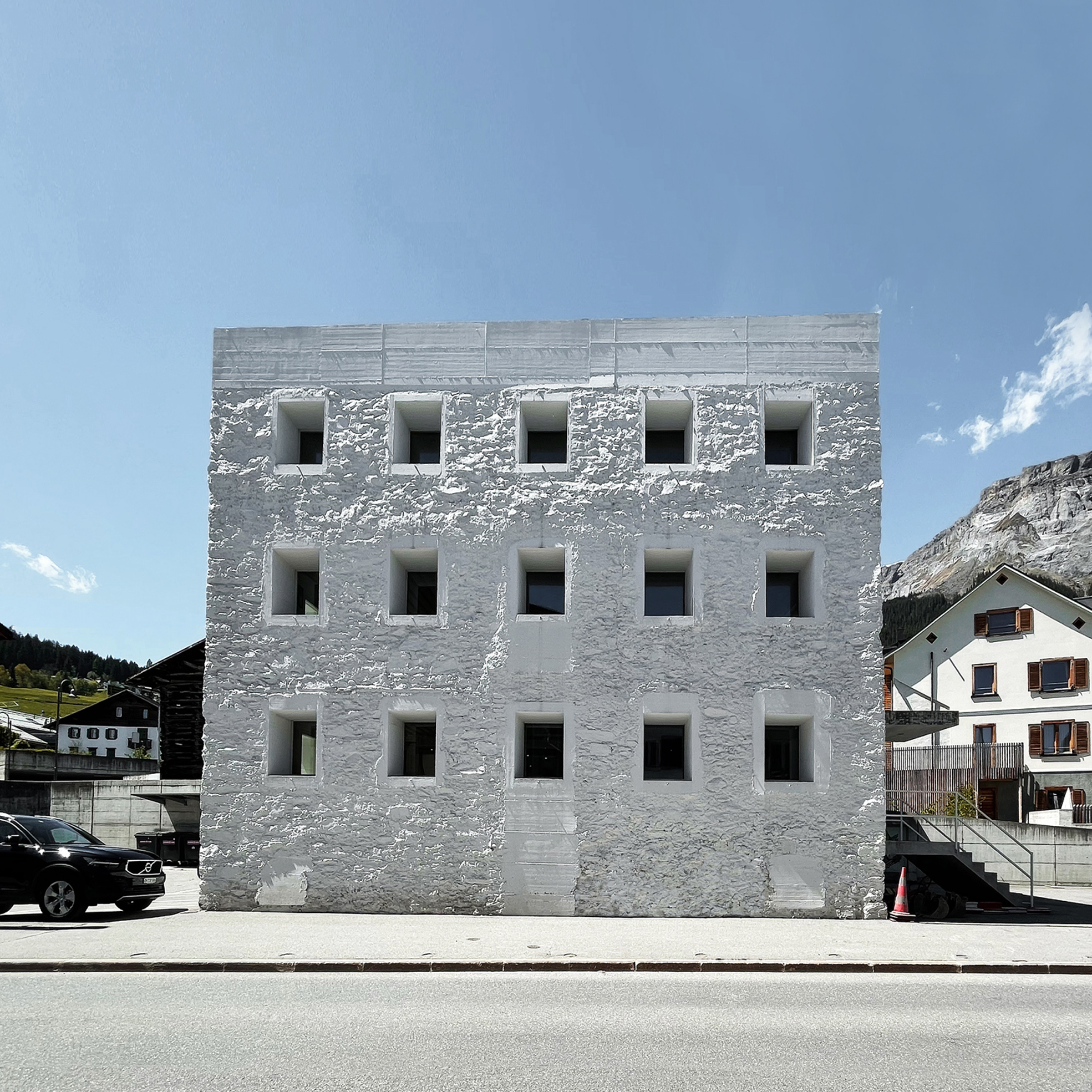
Gelbes Haus, Flims

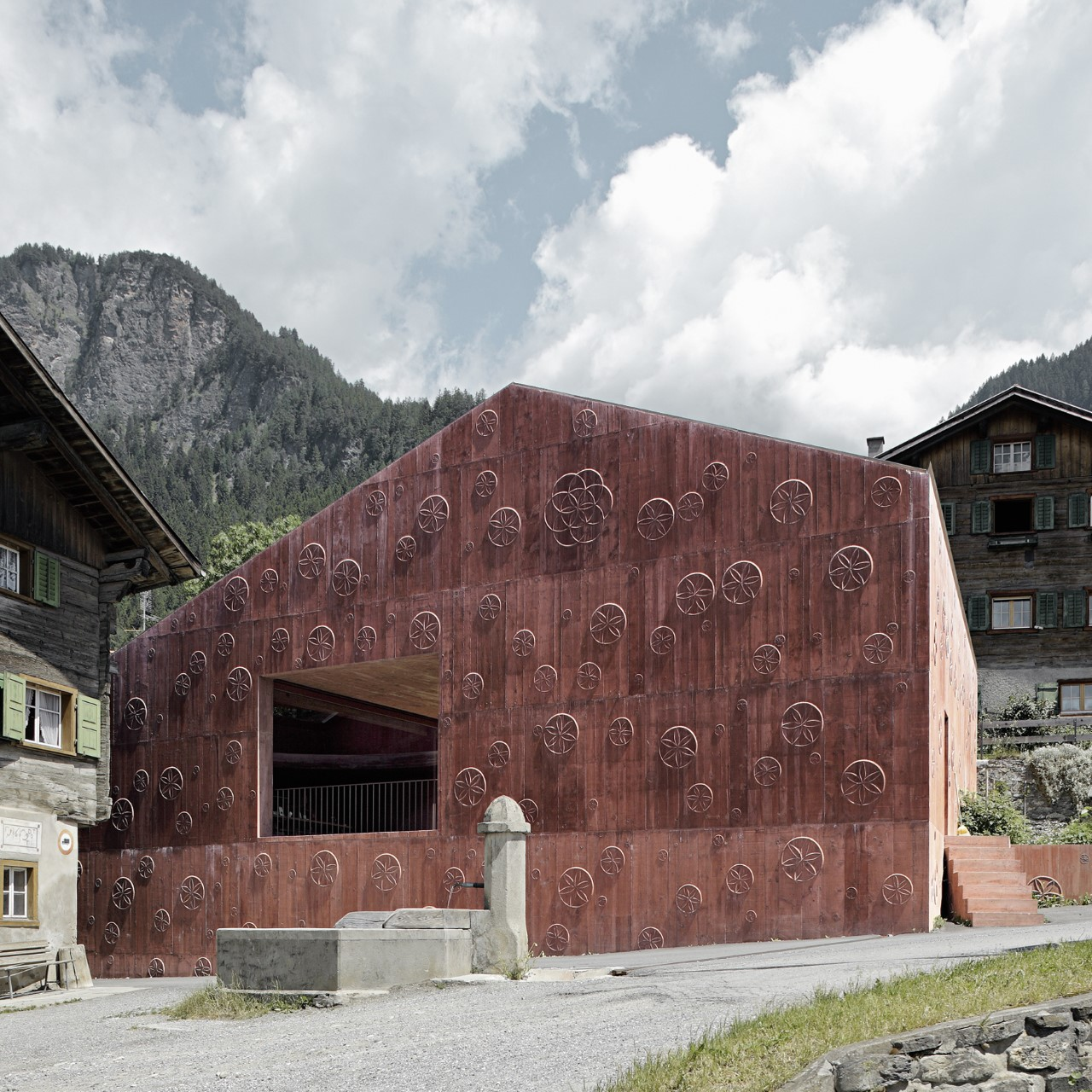
Atelier Bardill, Scharans

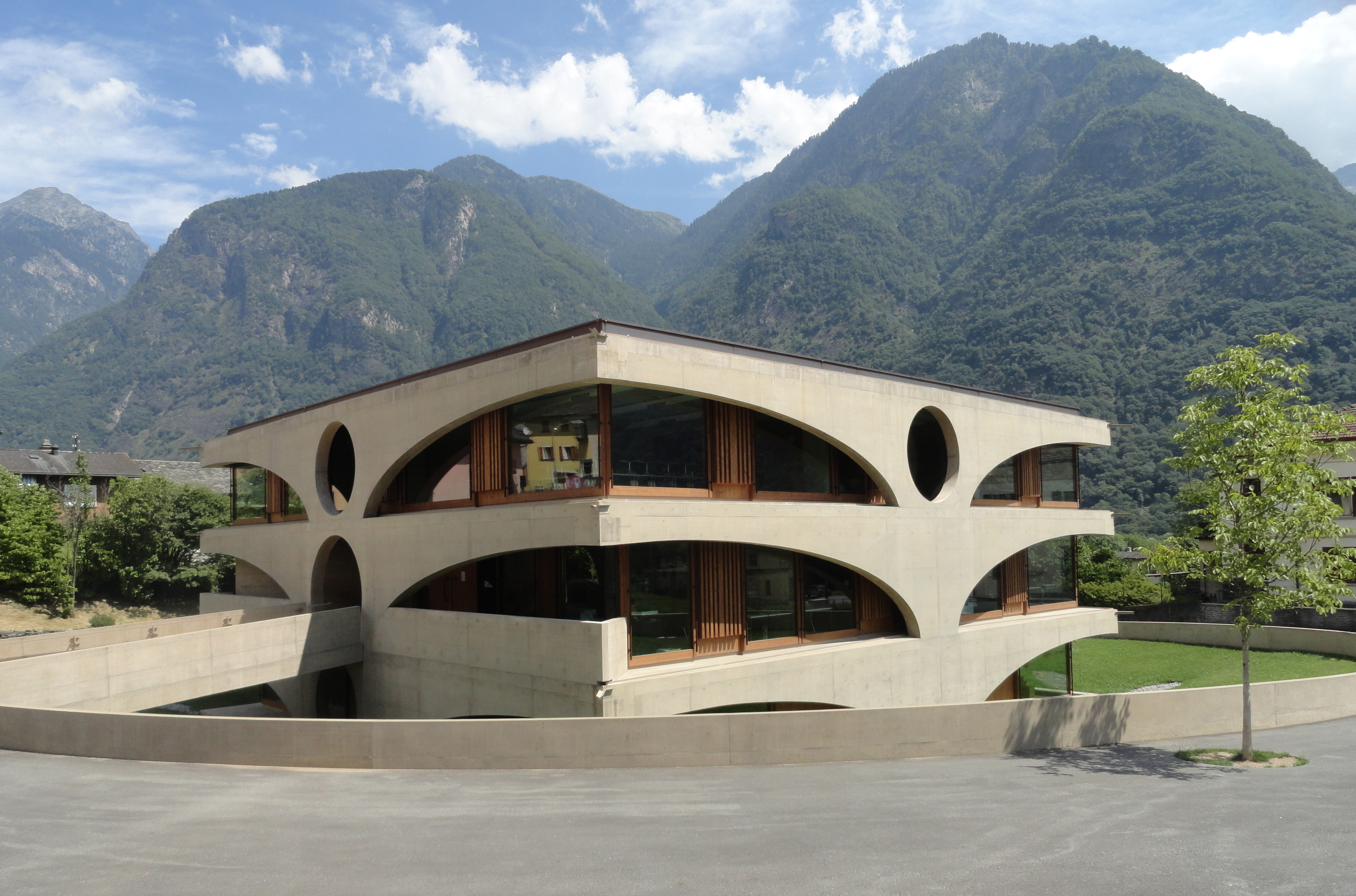
Schulhaus, Grono

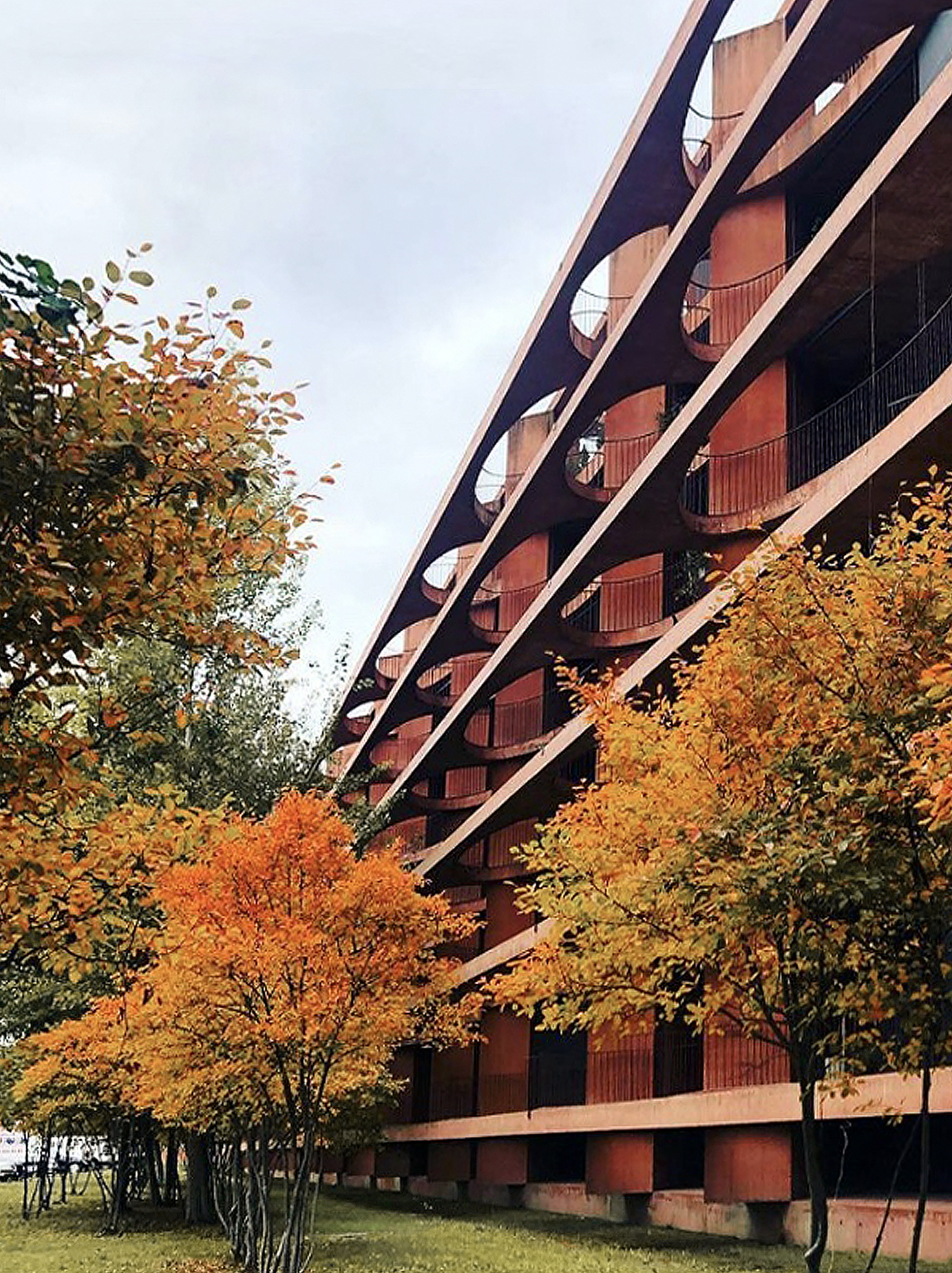
Zug-Schleife, Zug

## Bauten

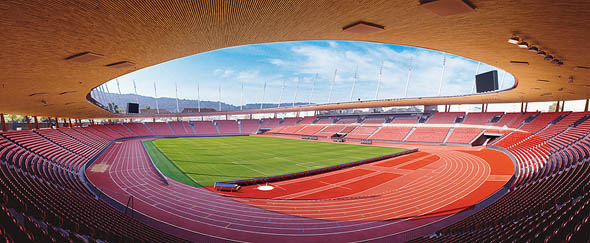
Letzigrund, Zürich

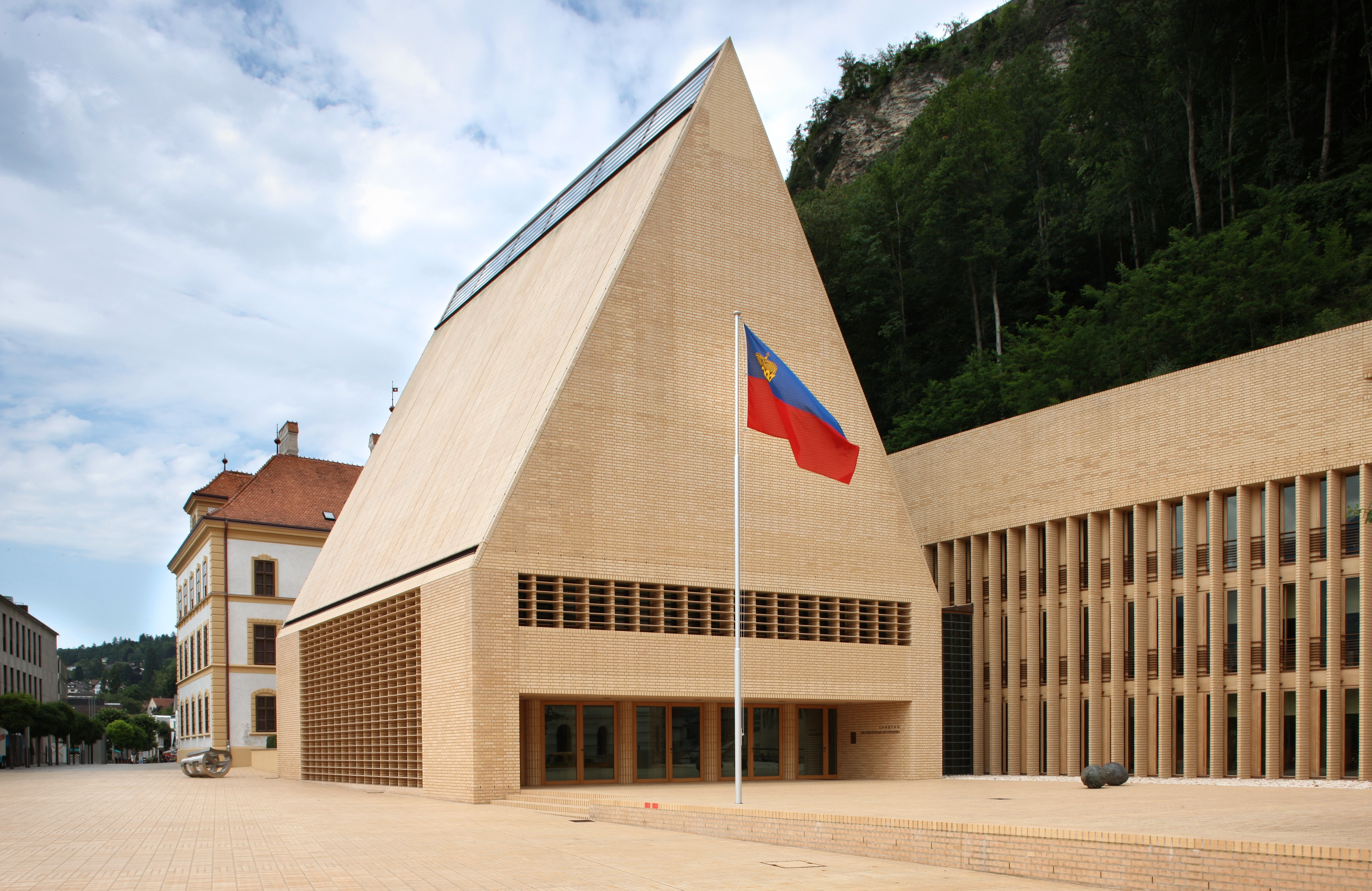
Landtagsgebäude, Vaduz

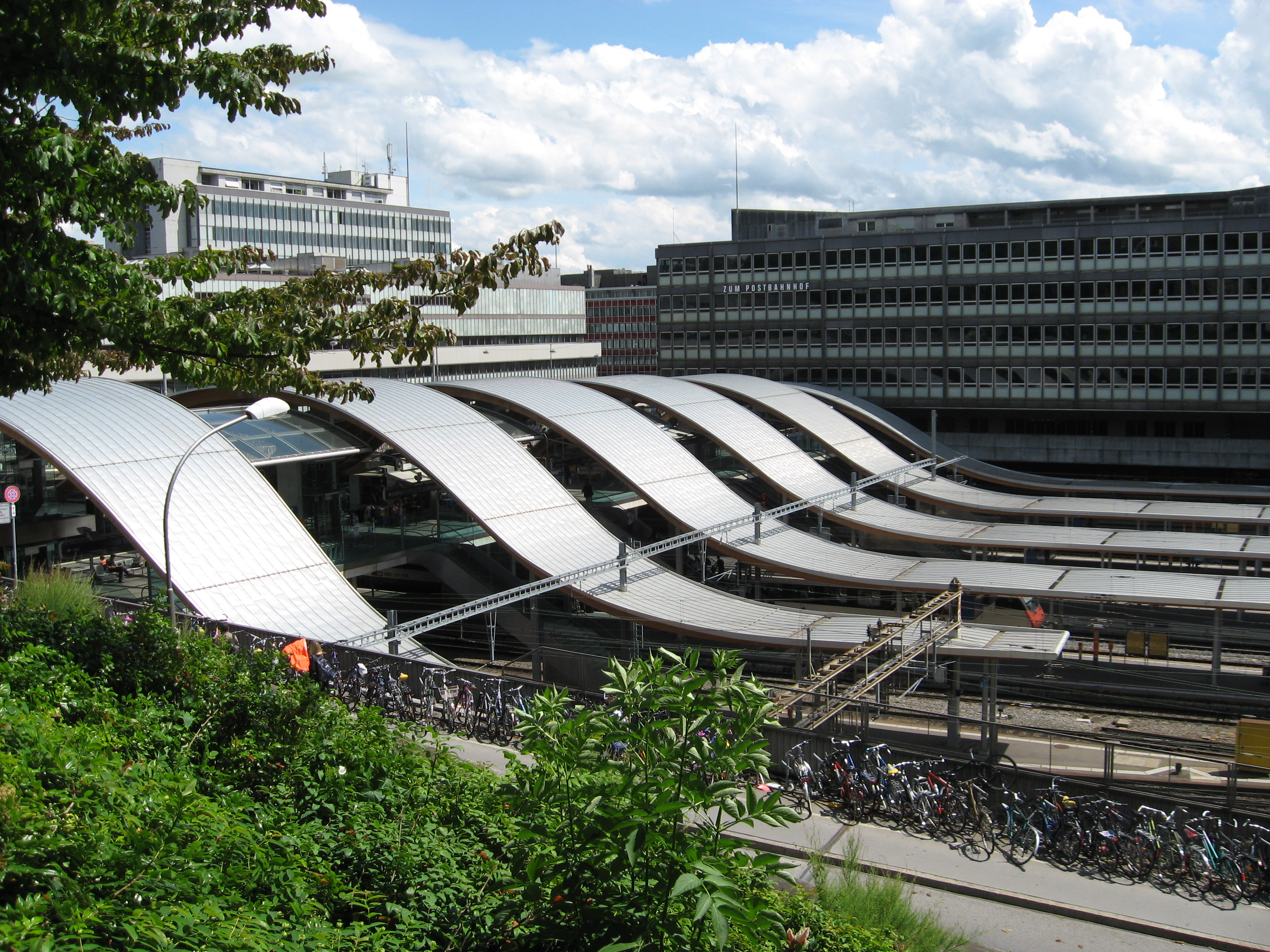
Welle von Bern, Bern

als Partner im Büro Conzett Bronzini Gartmann:
- 1990–1999: Erweiterung und Neubau Holzfachschule Biel (Architekt: Meili Peter)[2]
- 1998–1999: Erschliessungssystem der Burg Gräpplang, Flums (Architekt: Michael Hemmi)[3]
- 1999: Gelbe Haus, Flims (Architekt: Valerio Olgiati)
- 1999: Pùnt da Suransuns, Viamala
- 1995–2000: Swiss Re – Centre for Global Dialogue (Architekt: Meili Peter, Landschaftsarchitekt: Kienast Vogt + Partner)
- 1996–2000: Volta-Schulhaus, Basel (Architekt: Miller Maranta)
- 2000: Rossboden Garage, Chur (Architekt: Conradin Clavuot)
- 2000: Stellwerk Vorbahnhof, Zürich (Architekt: Gigon Guyer)
- 2001–2002: Erweiterung Wohnhaus, Bad Ragaz (Architekt: Pablo Horváth)[4]
- 2002: Wohn- und Atelierhaus Zumthor, Haldenstein (Architekt: Peter Zumthor)
- 2002: Markthalle, Aarau (Architekt: Miller Maranta)[5]
- 2002: Pont sur la Coupure, Flandern
- 2002: Coupurebrug, Brügge
- 2001–2004: Erweiterung Villa Garbald, Castasegna (Architekt: Miller Maranta)
- 2001–2005: Haus K+N, Wollerau (Architekt: Valerio Olgiati)
- 2005: 2. Traversinersteg, Viamala (1999: Zerstörung durch Felssturz)
- 2005: Welle von Bern
- 2002–2006: Hadrturm Stadion, Zürich (Architekt: Meili Peter)
- 2005–2007: Letzigrund, Zürich (Architekt: Bétrix & Consolascio mit Frei & Ehrensperger)
- 2007: Atelier Bardill, Scharans (Architekt: Valerio Olgiati)
- 2002–2008: Landtagsgebäude, Vaduz (Architekt: Hansjörg Göritz)
- 2008–2009: Eingangsbereich des Grossratsgebäudes, Chur (Architekt: Valerio Olgiati)
- 2009: Umbau und Aufstockung Altes Hospiz, St. Gotthard (Architekt: Miller Maranta)[6]
- 2009: Valserrheinbrücke, Vals
- 2010: Aaresteg Mülimatt, Windisch
- 2006–2011: Zug-Schleife, Zug (Architekt: Valerio Olgiati und Landschaftsarchitekt Maurus Schifferli)
- 2007–2011: Schulhaus Grono (Architekt: Raphael Zuber)
- 2008–2011: Hörsaal Weber, Landquart (Architekt: Valerio Olgiati)[7]
- 2005–2012: Bundesverwaltungsgericht, St. Gallen (Architekt: Staufer & Hasler)
- 2007–2012: Sanierung Schulhaus Feldli, St. Gallen (Architekt: Andy Senn)
- 2013: Wohnhaus, Arosa (Architekt: Men Duri Arquint)[8]
- 2013: Baufeld E, Europaallee Zürich (Architekt: Caruso St. John und Bosshard Vaquer)
- 2013: Bundesstrafgericht, Bellinzona (Architekt: Bearth Deplazes und Durisch Nolli)
- 2013: Wohnhaus, Flims (Architekt: Peter Kunz)
- 2013: Trutg dil Flem, Flims
- 2013: Pavillon Museum Rietberg, Zürich (Architekt: Shigeru Ban)
- 2014: Hallenbad, St. Moritz (Architekt: Bearth Deplazes und Morger Dettli)
- 2015: Fussgängerbrücken Murg-Auen-Park, Frauenfeld

als Partner im Büro Conzett Bronzini Partner:
- 2016: Umbau Haus – Casinoplatz 1, Chur (Architekt: Gioni Signorell)
- 2017: Pardislabrücke, Chur – Haldenstein
- 2019: Langsamverkehrsbrücke Rhein, Buchs – Vaduz
- 2020: Negrellisteg, Zürich
- seit 2018: Los Angeles County Museum of Arts (Architekt: Peter Zumthor)
- 2017–2019: Kunstzentrum Z33, Hasselt (Architektin: Francesca Torzo)[9][10]
- 2016–2020: Erweiterung Pädagogische Hochschule, Kreuzlingen (Architekt: Beat Consoni)
- 2020: Umbau und Erweiterung von Kongresshaus und Tonhalle, Zürich (Architekt: Diener Diener und Boesch Architekten)
- 2020: Kunsthalle Göschenen (Architekt: Burkhalter Sumi)
- 2020: Lindt Chocolate Competence Center, Kilchberg (Architekt: Christ Gantenbein)
- 2022: St. Luzibrücke, Chur, 1. Preis (Architekt: Jüngling & Hagmann und Schlaich Bergermann & Partner und Günther Vogt)
- 2022: Chamanna Cluozza, Zernez (Architekt: Capaul Blumenthal)
- Aarestege, Rupperswil
- Aarestege, Auenstein

## Auszeichnungen und Preise
- mehrere Auszeichnungen für gute Bauten Graubünden
- mehrere Neues Bauen in den Alpen Preise
- mehrere Architekturpreise Beton
- mehrere Schweizer Holzbaupreise
- 2018: Piranesi Award für Galerie n09 – z33, Hasselt[11]
- 2022: Prix Meret Oppenheim

## Filmografie
- 2015: Baulabor gibt Sicherheit. Grundlagen für den Holzbau
- 2021: Preview Wunderbrücke und Technorama-Park